# Třída Forrestal
Třída Forrestal byla lodní třída letadlových lodí Námořnictva Spojených států s konvenčním (nejaderným) pohonem. V letech 1955–1959 byly do služby zařazeny čtyři jednotky této třídy. Plavidla této třídy byla prvními letadlovými loděmi americké konstrukce, které od počátku používaly úhlovou letovou palubu, jež přinesla značné zefektivnění letového provozu. Použity byly také výkonné parní katapulty a přistávací světla. Letadlové lodě třídy Forrestal se staly velkým kvalitativním skokem oproti předchozí třídě Midway. Například jejich výtlak byl téměř dvojnásobný a proto jsou tyto a následující třídy letadlových lodí v USA označovány „supercarriers“.

## Stavba
Celkem byly postaveny čtyři jednotky této třídy. Na jejich stavbě se podílely americké loděnice Newport News Shipbuilding v Newport News ve státě Virginie a New York Navy Yard (Brooklyn Naval Ship Yard) v New Yorku.

## Seznam jednotek
Jednotky třídy Forrestal:
| Jméno                    | Loděnice          | Založení kýlu     | Spuštěna          | Vstup do služby | Stav                                    |
| ------------------------ | ----------------- | ----------------- | ----------------- | --------------- | --------------------------------------- |
| USS Forrestal (CV-59)    | Newport News SB   | 14. července 1952 | 11. prosince 1954 | 1. října 1955   | 11. září 1993 vyřazena, sešrotována     |
| USS Saratoga (CV-60)     | Brooklyn Naval SY | 16. prosince 1952 | 8. října 1955     | 14. dubna 1956  | 30. září 1994 vyřazena, sešrotována     |
| USS Ranger (CV-61)       | Newport News SB   | 2. srpna 1954     | 29. září 1956     | 10. srpna 1957  | 10. července 1993 vyřazena, sešrotována |
| USS Independence (CV-62) | Brooklyn Naval SY | 1. července 1955  | 6. června 1958    | 10. ledna 1959  | 30. září 1998 vyřazena, sešrotována     |